# Axel Schmidt-Gödelitz
Axel Schmidt-Gödelitz (* 6. April 1942 auf Gut Gödelitz) ist ein deutscher Politologe, Volkswirt, Journalist und Landwirt.

## Leben
Axel Schmidt-Gödelitz wurde als viertes Kind des Landwirts Helmut Schmidt-Gödelitz und dessen Frau Johanna, geb. Hänel, geboren. 1946 flüchtete er mit seiner Familie vom Familienanwesen Gut Gödelitz in den Westen und machte sein Abitur später in Ulm. Danach studiert er bis 1969 Politologie und Volkswirtschaft an der FU Berlin. Es folgten Forschungsaufenthalte in Marokko und in Frankreich.
Bis 1976 war er als freier Journalist tätig. Von 1976 bis 1982 war er Referent an der Ständigen Vertretung der Bundesrepublik Deutschland in Ost-Berlin. Für die Friedrich-Ebert-Stiftung war er als Koordinator der Entwicklungsprojekte von 1982 bis 1986 in Kairo und direkt im Anschluss bis 1990 in Peking tätig. Danach übernahm er bis 2003 die Funktion als Leiter des Berliner Büros der Stiftung.
1998 gründete er das ost-west-forum Gut Gödelitz. Er ist Mitglied des Willy-Brandt-Kreises.
Für seine Verdienste um den Ost-West-Dialog erhielt er am 3. Mai 2010 das Bundesverdienstkreuz am Bande.